# Літинська вулиця (Київ)
Лі́тинська ву́лиця — вулиця в Дніпровському районі міста Києва, місцевість ДВРЗ. Пролягає від початку забудови до Опришківська вулиці.
Прилучаються Алматинська та Марганецька вулиці (між цими вулицями наявна перерва у проляганні Літинської вулиці) і безіменний проїзд до Літинського провулку.

## Історія
Вулиця виникла в середині XX століття під назвою 808-ма Нова вулиця. Сучасна назва — з 1953 року.